# Іга-Вас
Іга-Вас (словен. Iga vas) — поселення в общині Лошка Долина, Регіон Нотрансько-крашка, Словенія. Висота над рівнем моря: 585,1 м.
Назва Iga vas, як вважають, пов'язане з словенським igo — «ярмо». Якщо так, то назва означає досл. «заярмлене село».